# Sanatorium Bonvicini de Tulln an der Donau
Le sanatorium Bonvicini de Tulln an der Donau était un hôpital psychiatrique privé situé dans la ville de Tulln an der Donau, en Autriche, qui a existé à partir de 1884 avant de devenir un hôpital d'État en 1939.

## Histoire
Fondé en 1884 et initialement destiné à accueillir des enfants présentant un retard intellectuel, l'établissement accueille à partir de 1895 des patients adultes. L'institution acquise par le médecin Silverio Vigili, en 1913, reçoit officiellement le statut de « sanatorium ». Elle doit son nom de « Sanatorium Bonvicini » en référence au Docteur Giulio Bonvicini (1872-1951), neurologue et psychiatre viennois qui y exerce sa profession.
Beaucoup de patients viennent de l'étranger pour y être admis ou soignés. L'établissement est vendu en 1939 et devient un hôpital de l'État.

## Patients célèbres
L'un des patients les plus connus est le prince Pierre de Saxe-Cobourg-Gotha (1866–1934), qui y est interné en 1900, après avoir été sujet à des accès de démence. Il passe la majeure partie de sa vie au sanatorium de Tulln an der Donau, où il meurt le 6 juillet 1934,.
Margarethe, dite Grete, Schindler (1880-1942), fille du peintre autrichien Emil Jakob Schindler, est également internée durant plusieurs années au sanatorium Bonvicini.